# Ребойрас, Мончо

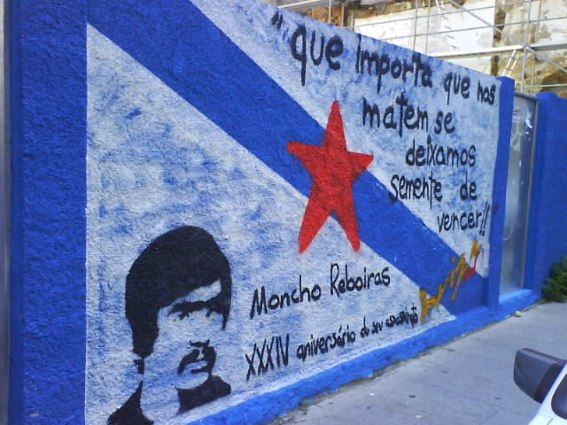
Посвящённая Мончо Ребойрасу мураль в Ферроле

Хосе Рамон Ребойрас Нойя (галис. Xosé Ramón Reboiras Noia), более известный как Мончо Ребойрас (галис. Moncho Reboiras, 19 января 1950 — 12 августа 1975) — галисийский общественный и политический деятель, профсоюзный активист, участник антифранкистской национально-освободительной борьбы и член руководства марксистско-ленинского Союза галисийского народа. Выступал за вооружённую борьбу против франкистского режима и сотрудничество с аналогичными силами для совершения социальной революции в Испании (ЭТА). Убит агентами политической полиции.